# Ctenoscelis coeus
Ctenoscelis coeus är en skalbaggsart som först beskrevs av Perty 1832.  Ctenoscelis coeus ingår i släktet Ctenoscelis och familjen långhorningar. Inga underarter finns listade i Catalogue of Life.

## Bildgalleri

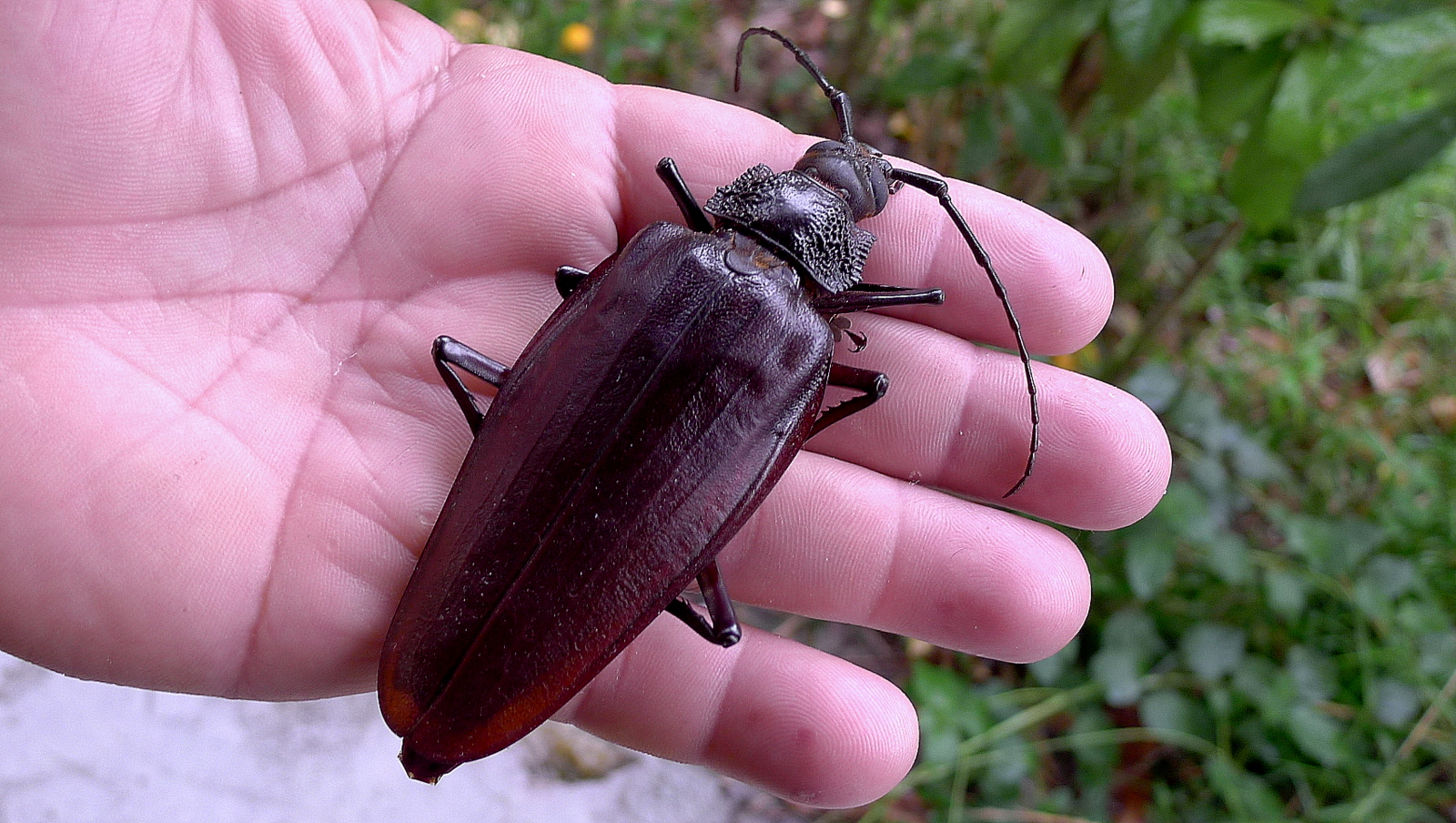
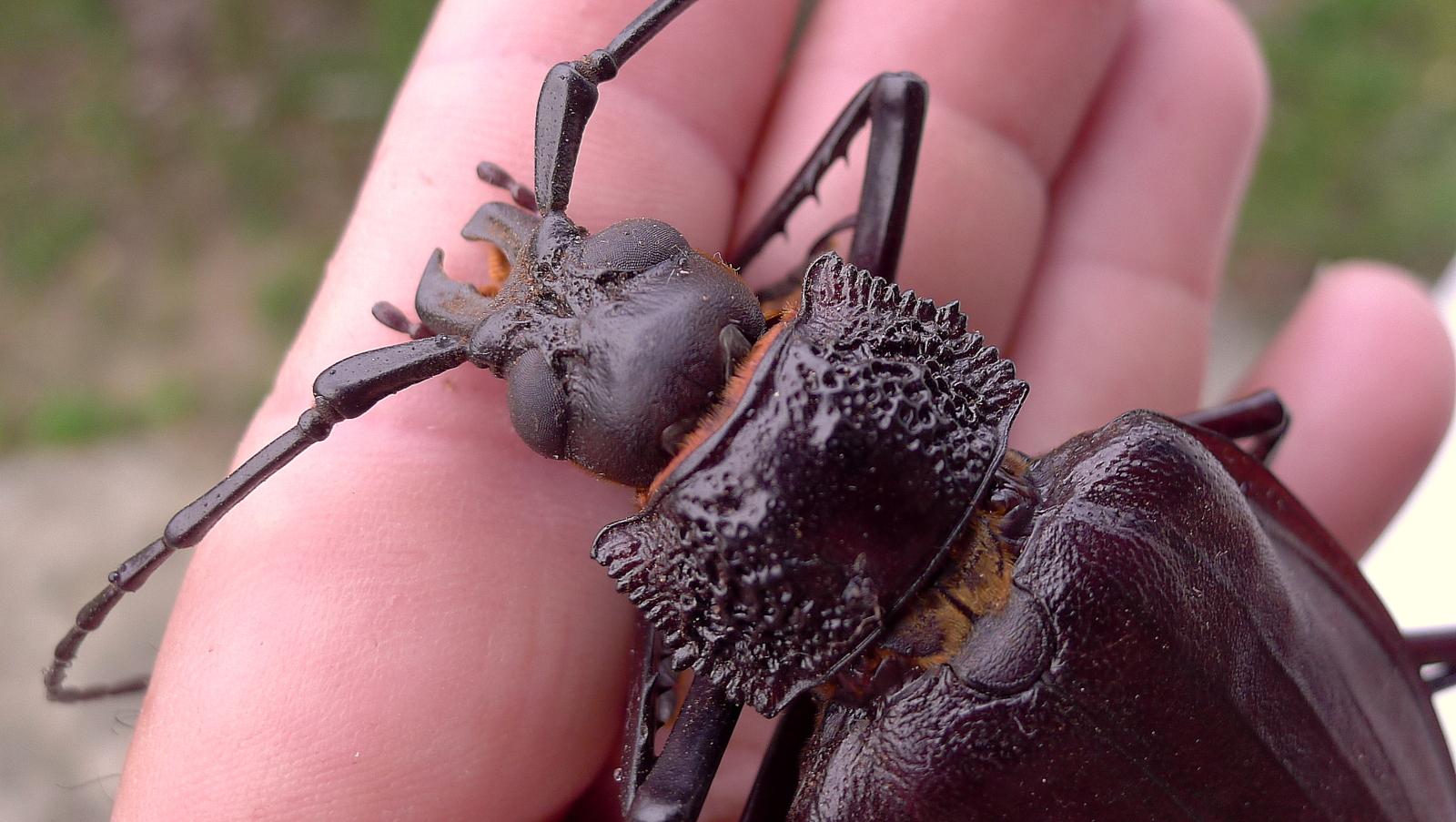
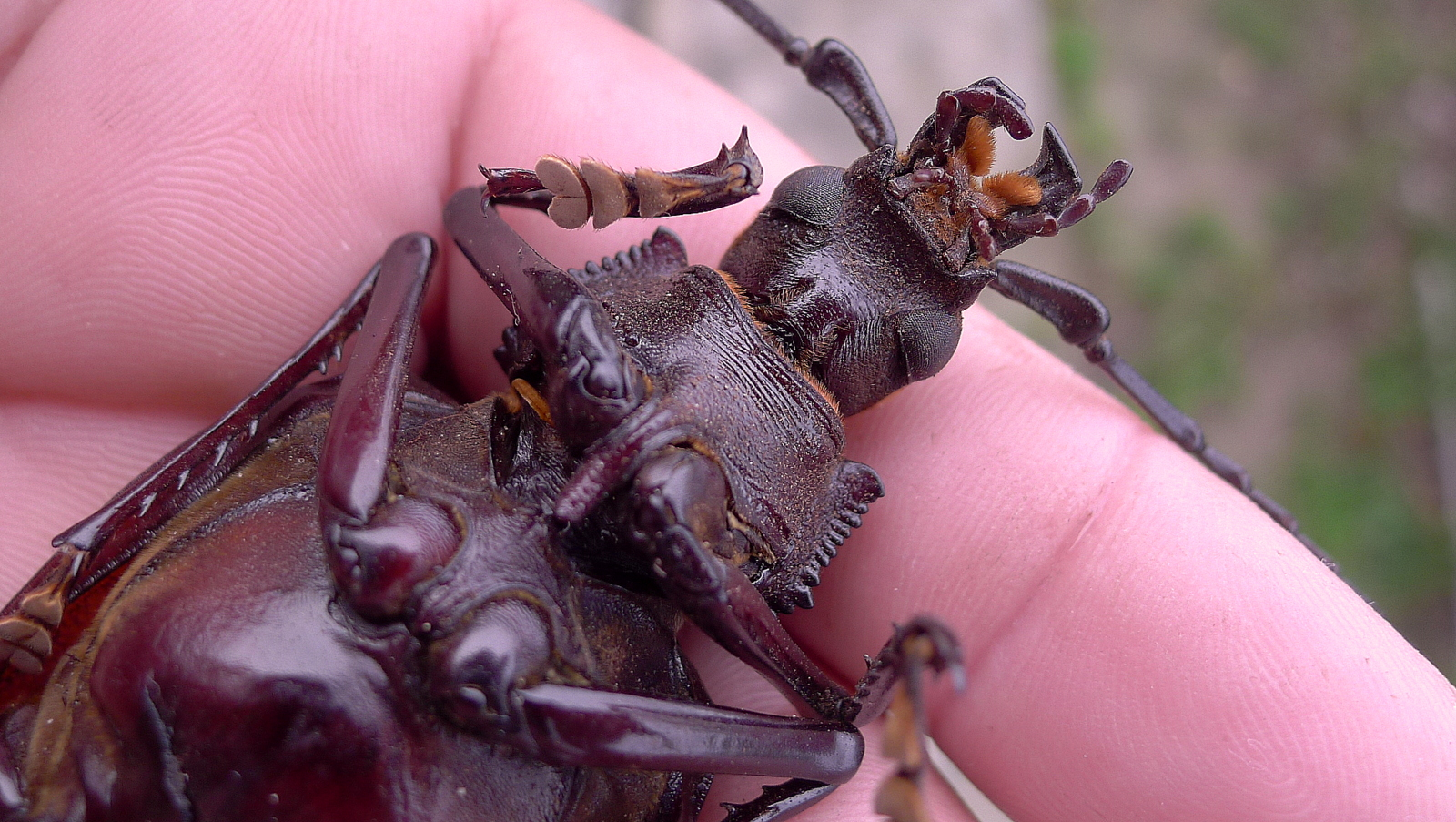
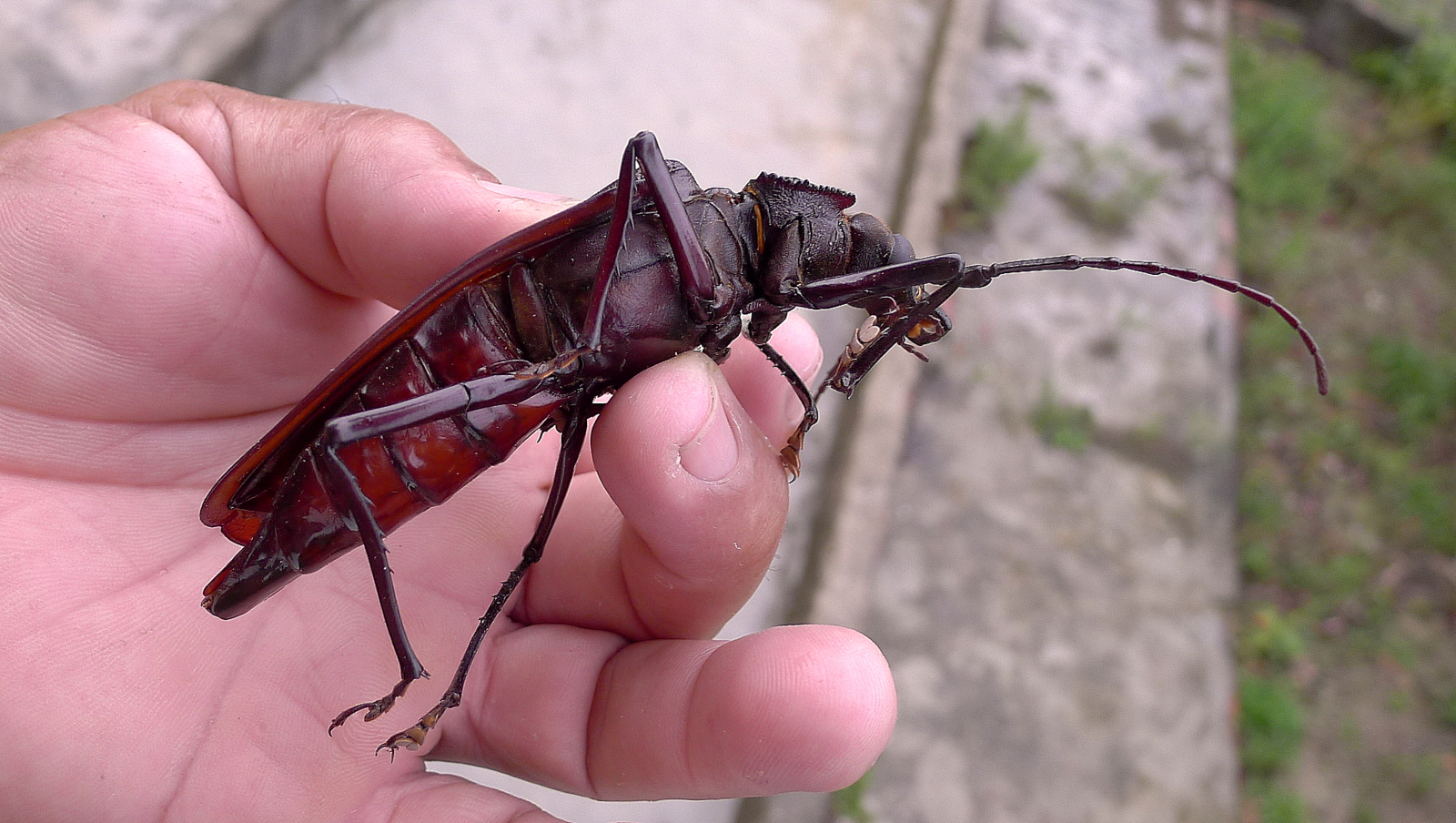
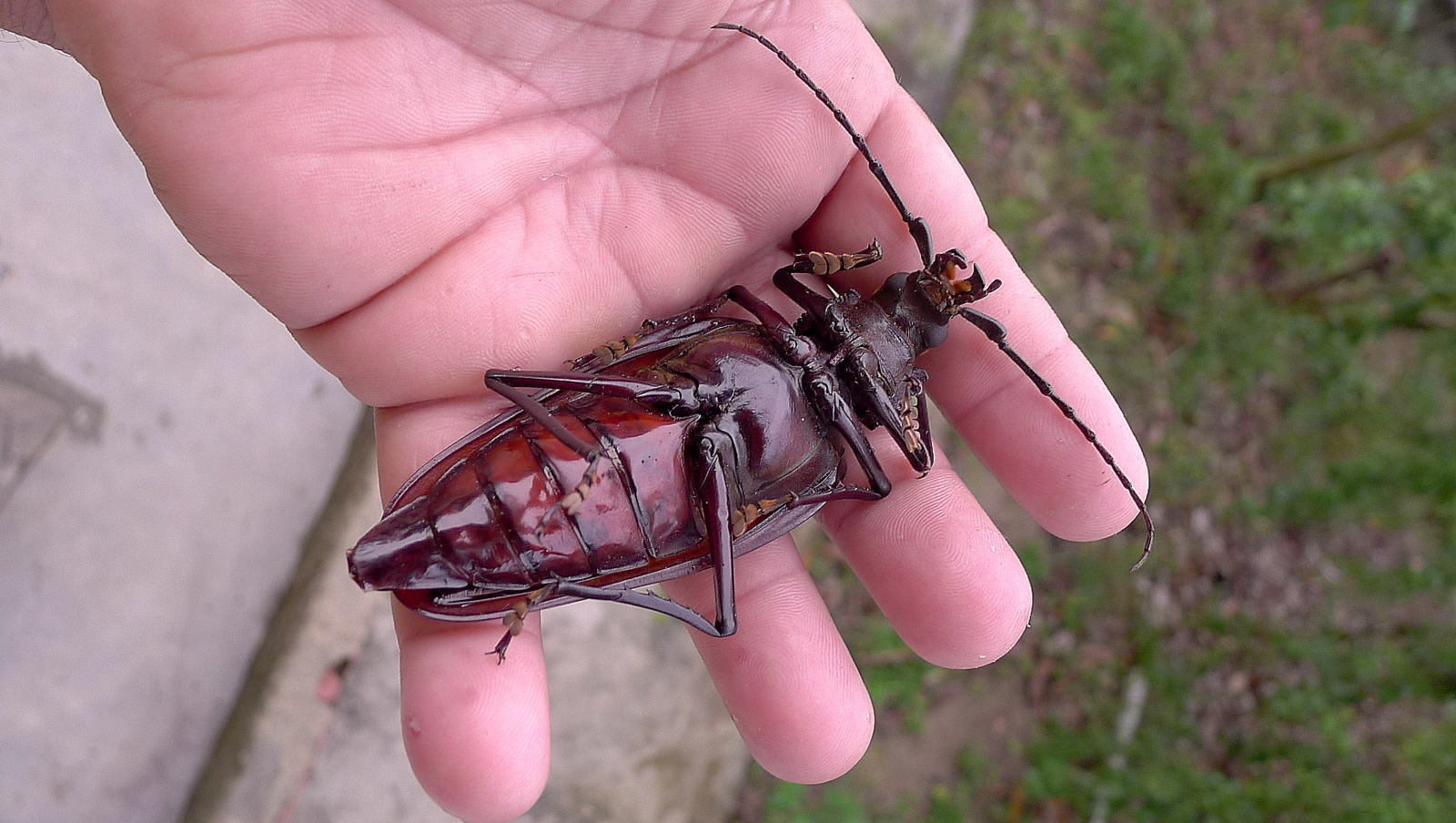
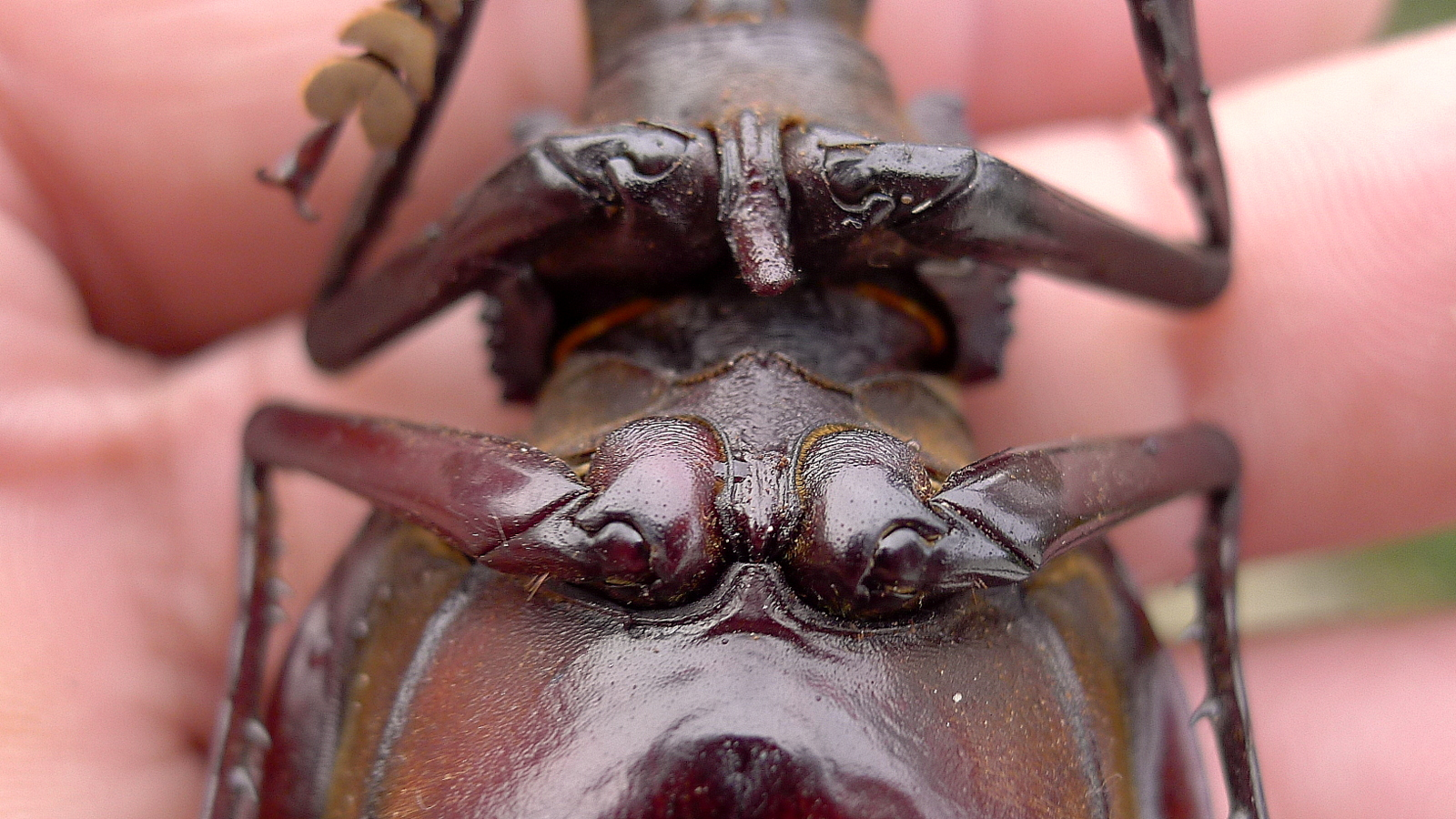